# 奧德修斯撞擊坑
32°49′N 128°53′W / 32.82°N 128.89°W

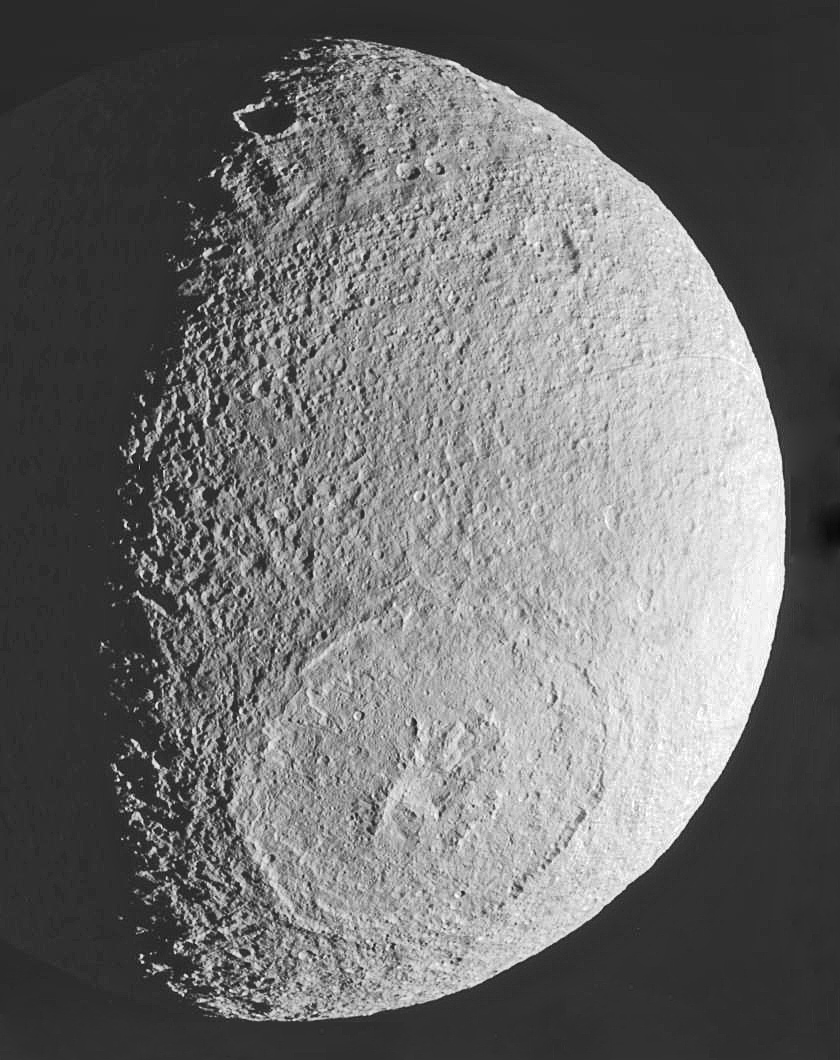
奧德修斯撞擊坑是直徑大而淺的撞擊坑，卡西尼－惠更斯号攝於2010年2月14日。

奧德修斯撞擊坑（Odysseus）是土衛三上最大的撞擊坑，直徑445公里，超過土衛三直徑的2/5，也是太陽系中最大的撞擊坑之一。奧德修斯撞擊坑位於土星前半球的西半部，中心座標是32.8°N, 128.9°W。以希臘神話中的英雄奥德修斯命名。

## 發現
奧德修斯撞擊坑是在航海家2號飛掠土星任務中於1981年9月1日發現。以荷馬史詩伊里亞德和奧德賽中希臘神話英雄奧德修斯命名。

## 地質

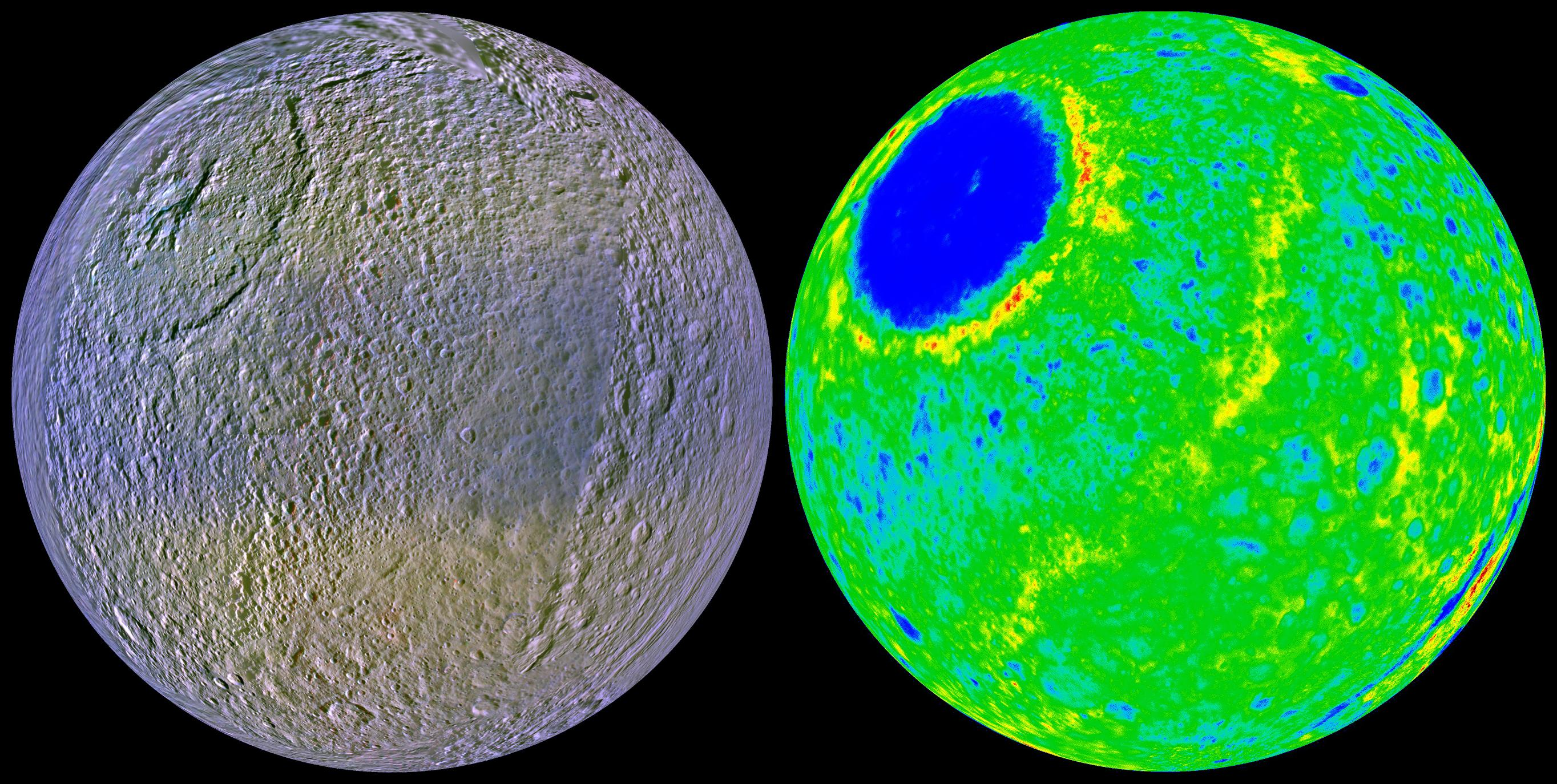
土衛三彩色影像和地形圖

奧德修斯撞擊坑相對於約450公里的直徑而言是相當淺的撞擊坑；更確切說法是其底部相當接近於土衛三的形狀。原因可能是因為土衛三的冰質外殼在地質時間中的黏性鬆弛造成。坑底比土衛三平均半徑低3公里，而外環則比平均半徑高約5公里。從坑底算起高度6到9公里的外環在這樣尺寸的撞擊坑並不算非常高。撞擊坑環內是由弧形的斷崖組成，並延伸約100公里直到到達坑底。從奧德修斯撞擊坑有數個地塹以輻射狀向外分布，寬度約10到20公里，長度數百公里。這些地塹可能是形成撞擊坑的撞擊中造成的破裂。其中最明顯的名叫俄奇吉亞峽谷（Ogygia Chasma）。
奧德修斯撞擊坑的原始深度應相當深，並且有極高的環形山和中央山峰。經過長時間以後其坑底已經鬆弛到與土衛三的表面相當接近，且其環形山和中央峰已經崩塌（類似狀況可在木星衛星木衛三和木衛四發現）。這代表在形成奧德修斯撞擊坑時土衛三仍有一定熱量和塑性讓撞擊坑發生崩塌；且其內部甚至是液態。如果撞擊時土衛三溫度較低，且較脆的話，土衛三可能已經碎裂，即使並未碎裂，撞擊坑的形狀也會被保持，類似土衛一的赫歇爾撞擊坑。
奧德修斯撞擊坑中央的複雜地形（謝利亞山，Scheria Montes）是中央崩塌地形，深度約2到4公里。外圍環繞著自坑底算起高度6到9公里（比平均半徑高約3公里）的斷塊山。

## 與伊薩卡峽谷的關係
通過土衛三極點的巨大峽谷，伊薩卡峽谷（Ithaca Chasma）相當接近奧德修斯撞擊坑的中心。該峽谷曾被認為是由形成土衛三的撞擊造成。但近年由卡西尼號拍攝的高解析度影像顯示，奧德修斯撞擊坑內的撞擊坑數量少於伊薩卡峽谷內數量，這代表伊薩卡峽谷年代比奧德修斯撞擊坑早。

## 圖集
- 航海家2號於1981年8月25日拍攝的影像
- 卡西尼號窄視野照相機於2005年12月24日拍攝的彩色影像

## 外部連結
- Astronomy Picture of the Day for 9th September 2007（页面存档备份，存于）